# Гурна-Весь (Малопольское воеводство)
Гу́рна-Весь (пол. Górna Wieś) — село в Польше в сельской гмине Михаловице Краковского повета Малопольского воеводства.
Село располагается в 12 км от административного центра воеводства города Краков.
В 1975—1998 годах село входило в состав Краковского воеводства.

## Население
По состоянию на 2013 год в селе проживало 424 человека.
| 2010 | 2013 |
| ---- | ---- |
| 374  | 424  |

| Перепись  | Всего   | Всего | Женщины | Женщины | Мужчины | Мужчины |
| --------- | ------- | ----- | ------- | ------- | ------- | ------- |
| Единицы   | человек | %     | человек | %       | человек | %       |
| Население | 424     | 100   | 219     |         | 205     |         |